# Josephine Pucci
Josephine Ursula Pucci (* 27. Dezember 1990 in Queens, New York) ist eine ehemalige US-amerikanische Eishockeyspielerin. Pucci war von 2011 bis 2014 Mitglied der Frauen-Eishockeynationalmannschaft der Vereinigten Staaten und gewann einmal die Weltmeisterschaft sowie die Silbermedaille bei den Olympischen Winterspielen 2014.

## Karriere
Pucci besuchte während ihrer Highschool-Zeit zwischen 2005 und 2009 die Choate Rosemary Hall im Bundesstaat Connecticut. Neben dem Schulteam spielte sie auch für die Mid Fairfield Connecticut Stars. Zum Schuljahr 2009/10 zog es die Verteidigerin an die Harvard University, wo sie zunächst in den folgenden drei Jahren ihrem Studium nachging und parallel dazu für das Eishockeyteam der Universität in der ECAC Hockey, einer Division im Spielbetrieb der National Collegiate Athletic Association, auflief.
In Diensten der Crimson wurde die Defensivspielerin zum Ende der Saison 2010/11 erstmals für die Frauen-Eishockeynationalmannschaft der Vereinigten Staaten nominiert und nahm mit dieser an der Weltmeisterschaft 2011 teil. Dort gewann sie mit dem US-Team den Weltmeistertitel. In der Folge vertrat Pucci ihr Heimatland beim 4 Nations Cup 2011, den die Mannschaft ebenfalls gewinnen konnte, und der Weltmeisterschaft 2012. Diese schloss sie mit dem Gewinn der Silbermedaille ab. Im August 2012 verletzte sich Pucci bei einem Testspiel gegen Kanada nach einem Ellbogencheck von Brianne Jenner schwer am Kopf. Die Folgen der erlittenen zweiten Gehirnerschütterung binnen acht Monaten führten schließlich dazu, dass Pucci die Harvard University verlassen musste und sich einer intensiven Behandlung unterzog. Erst im Februar 2013 kehrte sie vollständig genesen aufs Eis zurück. Pucci ließ sich vom US-amerikanischen Eishockeyverband USA Hockey in Vorbereitung auf die Olympischen Winterspiele 2014 in Sotschi verpflichten und bereitete sich das gesamte Spieljahr 2013/14 intensiv darauf vor. Schließlich gelang ihr der Sprung in den Kader und sie gewann mit den US-Amerikanerinnen die olympische Silbermedaille.
Im Anschluss an diesen Erfolg kehrte die Abwehrspielerin zum Schuljahr 2014/15 nach zweijähriger Abstinenz an die Harvard University zurück und schloss in der Folge ihr Studium ab. Zudem erreichte sie mit der Mannschaft, zu der sie erst im Dezember 2014 stieß, das Finale um die nationale Collegemeisterschaft, in denen die Crimson der University of Minnesota unterlagen. Anschließend beendete sie ihre Karriere und begann im Sommer 2017 als Nachwuchstrainerin im Bundesstaat Connecticut für ihr altes Juniorenteam Mid Fairfield Connecticut Stars tätig zu werden.

## Erfolge und Auszeichnungen
- 2011 Goldmedaille bei der Weltmeisterschaft
- 2012 Silbermedaille bei der Weltmeisterschaft
- 2014 Silbermedaille bei den Olympischen Winterspielen

## Karrierestatistik

### International
Vertrat die USA bei:
- Weltmeisterschaft 2011
- Weltmeisterschaft 2012
- Olympischen Winterspielen 2014

(Legende zur Spielerstatistik: Sp oder GP = absolvierte Spiele; T oder G = erzielte Tore; V oder A = erzielte Assists; Pkt oder Pts = erzielte Scorerpunkte; SM oder PIM = erhaltene Strafminuten; +/− = Plus/Minus-Bilanz; PP = erzielte Überzahltore; SH = erzielte Unterzahltore; GW = erzielte Siegtore; 1 Play-downs/Relegation; Kursiv: Statistik nicht vollständig)